# Válega
Válega ist eine Kleinstadt und Gemeinde in Portugal. Sie liegt an der Wasserlandschaft der Ria de Aveiro.

## Geschichte
Der heutige Ort entstand vermutlich im Zuge der Siedlungspolitik während der christlichen Reconquista im Mittelalter. Im Jahr 1150 bestand Válega bereits als eigenständige Gemeinde.
König Don Manuel I. erneuerte frühere Stadtrechte Válegas am 2. Juni 1514, unter dem damaligen Ortsnamen Pereira Jusã.
Am 9. Juli 1985 wurde Válega zur Kleinstadt (Vila) erhoben.

## Verwaltung
Válega ist eine Gemeinde (Freguesia) im Kreis (Concelho) von Ovar, im Distrikt Aveiro. In ihr leben 6474 Einwohner auf einer Fläche von 27 km² (Stand 19. April 2021).
Im Gemeindegebiet liegen 46 bewohnte Orte. Neben dem Hauptort Válega sind die wichtigsten:
- Fontaínhas
- Guilhovai
- Paçô
- Regedoura
- São Bento
- São Gonçalo
- Sargaçal
- Seixo-Branco
- Valdágua

## Verkehr
Válega liegt mit eigenem Haltepunkt an der wichtigsten Eisenbahnstrecke des Landes, der Linha do Norte.
Die Nationalstraße N109 quert die Kleinstadt Válega, die zudem an der Autobahn A29 (nächstgelegene Ausfahrt ist Ovar-Sul) liegt, welche hier parallel zur A1 entlang führt.
Der Öffentliche Personennahverkehr wird im Kreis Ovar durch eine Kleinbuslinie der Stadtverwaltung (Câmara Municipal de Ovar) sichergestellt, daneben unterhalten private Busbetreiber regionale Busverbindungen, meist in öffentlicher Konzession.

## Persönlichkeiten
Der Bischof António Valente da Fonseca (1884–1972) wurde hier geboren.
Die Dichterin Glória de Sant’Anna (1925–2009) starb hier.